# Skrajna Teriańska Szczerbina
Skrajna Teriańska Szczerbina (niem. Mittlere Felsgartenscharte, słow. Vyšné terianske sedlo, węg. Elülső-Terianszko-csorba) – jedna z wielu przełęczy znajdujących się w Grani Hrubego w słowackiej części Tatr Wysokich. Oddziela Wielką Teriańską Turnię (jeden z najwybitniejszych wierzchołków grani) na południowym wschodzie i Skrajną Teriańską Turnię na północnym zachodzie. Na północ opada z niej urwisko będące wspólną częścią obydwu turni wznoszących się nad przełęczą. W urwisku tym, kilka metrów pod przełęczą, jest kruchy i bardzo eksponowany zachodzik biegnący ku północnemu wschodowi ścianą Wielkiej Teriańskiej Turni. Daje on szansę na jedno z nielicznych łatwych zejść z Grani Hrubego na północną stronę. Do Niewcyrki na południowy zachód opada z przełęczy bardzo kruchy i głęboki żleb. W najwyższej części jest wąski, piarżysty i bardzo stromy. Około 100 m poniżej przełęczy znajduje się w nim stromy próg powstały wskutek obrywu, a poniżej progu płytowe zacięcie.
Druga z Teriańskich Szczerbin – Zadnia Teriańska Szczerbina – znajduje się w tej samej grani o wiele dalej na południowy wschód. Ich nazwy pochodzą od Teriańskich Stawów znajdujących się w sąsiedniej dolinie Niewcyrce. Utworzył je w 1956 r. Witold Henryk Paryski w 8. tomie przewodnika wspinaczkowego.

## Taternictwo
W Grani Hrubego mogą uprawiać wspinaczkę taternicy, ale bez wchodzenia do Niewcyrki i z wyłączeniem opadających do niej stoków (dolina ta jest obszarem ochrony ścisłej Tatrzańskiego Parku Narodowego i obowiązuje zakaz wstępu do niej).
Przez Skrajną Teriańską Szczerbinę prowadzi droga graniowa, oraz droga wspinaczkowa z Wielkiego Ogrodu w Dolinie Hlińskiej. Ta ostatnia jest łatwa (I w skali tatrzańskiej, czas przejścia 1 godz.), ale w górnej części bardzo krucha. Droga ta jest najłatwiejszym sposobem zejścia z Grani Hrubego. Można ją wykorzystać podczas zejścia z Zadniej Bednarzowej Turni i z Teriańskiej Przełęczy Niżniej. Z Wielkiego Ogrodu prowadzi, częściowo ścianą między ostrzem północno-wschodniego filara Wielkiej Teriańskiej Turni a Żlebem Grosza, a częściowo Żlebem Grosza na Teriańskie Siodełko. Z siodełka trawers wąskim i eksponowanym zachodzikiem na Skrajną Teriańską Szczerbinę.
|  |